# Art figuratiu
Art figuratiu o figurativisme és l'art que, al contrari que l'art abstracte, es defineix per la representació d'imatges identificables a través de les seves figures; bé sigui procurant la versemblança (realisme artístic), bé sigui distorsionant-les d'alguna forma: idealitzant-les (idealisme artístic) o intensificant-ne algun aspecte (caricatura, expressionisme, etc.). Les arts visuals (pintura i escultura) són, dins de les arts plàstiques, les que de forma més evident poden contenir expressions d'art figuratiu. La major part dels estils artístics que s'han donat en la història de l'art són, d'una forma o altra, figuratius.